# PowerArchiver
PowerArchiver es un archivador de ficheros propietario para Microsoft Windows, desarrollado por ConeXware Inc. Tiene soporte completo de lectura y escritura en varios formatos de archivo diferentes, incluyendo ZIP, 7z y Tar. Además, tiene soporte de solo lectura (descompresión) para archivos comprimidos RAR, ACE y varios formatos de imagen de disco. La versión de evaluación del programa sigue siendo funcional durante 40 días. Las licencias personales pueden recibir actualizaciones gratuitas de por vida a todas las versiones futuras del software, mientras que la licencia comercial es válida a través de dos versiones principales.

## Historia
El primer lanzamiento público de PowerArchiver se realizó en marzo de 1999. Estaba anunciado como una solución gratuita de archivado y fue escrito en Borland Delphi. Se convirtió en una versión de prueba en junio de 2001 con la versión 7. Antes de ser PowerArchiver, el software se conocía como EasyZip. Una versión de línea de comandos y un plugin para Microsoft Outlook también están disponibles. La interfaz de usuario para PowerArchiver ha sido traducido a más de 15 idiomas.
La última versión de PowerArchiver es totalmente compatible con Windows 8 y ofrece al usuario la opción de utilizar la interfaz Ribbon como aparece en Microsoft Office (a partir de la versión 2007). Los usuarios pueden volver a la barra de herramientas de estilo antiguo, si así lo desean.

## Formatos
Soporte completo
- *.BH (BlakHole).
- *.CAB (CABinet).
- *.LHA, *.LZH o *.LHARC.
- *.TAR (Tape ARchiver).
- *.ZIP, *.Zipx, *.zxNN (NN es el número de volúmenes comprimidos de un conjunto de archivos comprimidos multi-volumen).

Lectura y extracción
- *.ACE.
- o *.ark, *.sue.
- ARJ (Archived by Robert Jung).
- *.Bz2 o *.BZip2, *.bz, *.TAR.BZ2, *.TBZ2, *.TB2, *.tbz.
- *.Gzip (GNU Zip) o *.gz, *.taz, *.tar.gz, *.tgz, *.tz, *.tar.Z, *.tar.lz, tlz, *.z.
- *.RAR (Roshal ARchive o REV, r00, r01).
- *.ZOO
- *.BIN
- *.IMG
- *.NRG
- *.ISO
- *.MIME (Multipurpose Internet Mail Extensions, en español "extensiones multipropósito de correo de internet") o *.bi64, *.mim.
- *.XXE
- *.yENC (yEncoding), *.ync o *.ntx.
- *.UUE (UUEncode o UNIX to Unix Encoding), *.enc o *.uu.
- *.7z o 7-zip.

Visor de Texto
c, cpp, h, hpp, pas, dpr, log, pbs, reg, ini, bat, cmd, url, txt, nfo, rtf.

Visor de Imagen
bmp, ico, wmf, emf, jpg, jpeg, jpe, jfif, rle, dib, gif, win, vst,vda, tga, icb, tif, tiff, fax, eps, pcx, pcc, rpf, rla, sgi, rgba, rgb, bw, psd, pdd, ppm, pgm, pbm, cel, pic, pcd, cut,pal, psp, png.

Visor de audio y Video
avi, mpg, mpeg, mpe, mpv, mp3, mp2, mp1, m1v, m2v, mpv2, mp2v, mpa, m1a, m2a, asf, lsf, lsx, ivf, wav, mid, midi, rmi, kar, aif, aifc, aiff, au, snd, mov, qt, 3gp, 3gp2, 3g2, 3gpp, ra, rm, ram, rmvb, rpm,rt,rp, smi, smil, roq, asx, m3u, pls, wvx, wax, wmx, wmv, wma, wmp, wm, cda, ac3, dts, vob, ifo, d2v, fli, flc, flic, mka, mkv, ts, tp, tpr, va, aac, mp4, ogm, ogg, divx, vp6, m4a, m4b, vqf, ape, mpc, flac, flv, dvr-.

Visor de Internet
htm, html, htx, shtml, xhtml, shtm, stm, xml, xsl, php, php2, php3, asp, pl, vrml, plg, mht, htt, wbk, wps, csv, odt, ods, odp, odg, odf, odb, odm, ott, oth, ots, otg, otp, sxw, sxc, sxg, sxi, sxd, sxm, stw, stc, std, sti, pdf, swf, xps.

Otros formatos
- *.WAR
- *.QWK
- *.Quake PK3 (*.PK3)
- *.REP
- *.PAE (Ficheros descodificados)
- *.PBS (script de copia de seguridad automática)
- *.PSF (Fichero de Máscara PA)
- *.NCO
- *.XPI
- *.CBZ
- *.CBR
- *.PPF (Plug-In de PowerArchiver).
- *.XZ
- *.WIM
- *.CPIO
- *.RPM
- *.DEB
- *.DMG
- *.XAR
- *.HFS
- *.NTFS
- *.FAT
- *.VHD
- *.MBR
- *.CB7
- Máscaras WinAmp (*.WAL, *.WSZ)
- *.EAR

## Ediciones
PowerArchiver Standar
- Abre ZIP, ZIPX, RAR, ISO y 20 otros formatos de archivo.
- Más avance de motor ZIP/ZIPX.
- Compresión 7-Zip.
- Múltiples formatos soportados, incluido ISO.
- Completa Compatibilidad con Windows 7, UAC y VSS.
- Seguridad y certificación HIPAA y FIPS 140,2.
- Ventana de vista previa para imágenes, texto, audio, vídeo, archivos web y otros.
- Sistema de cola (Agregar/Extraer/Copia de seguridad) y motor de arranque PowerArchiver.
- Compatibilidad garantizada y el Explorador de Integración.
- Perfiles de compresión.
- Herramientas útiles: Herramienta de reparación, herramienta de conversión, herramienta de codificación, herramienta de multiextraccion, herramienta de lotes ZIP, herramienta para SFX (auto-extraíble),herramientas de Escribir/Combinar varios volúmenes.[1]

PowerArchiver Pofessional:
- Todas las funciones de PowerArchiver Standard.
- Copia de Seguridad PowerArchiver con soporte para Microsoft VSS (Volume Shadow Copy).
- Enviar archivos a los servidores FTP, SFTP o FTP/SSL.
- Crear archivos ISO.
- Grabar archivos en discos CD/DVD/Blu-Ray.
- Línea de comandos de PowerArchiver incluido PACL (PowerArchiver Command Line).
- Plug-in de Outlook incluido.[2]

PowerArchiver Toolbox:
- Todas las funciones de PowerArchiver Professional.
- BitDefender Internet Security 2013.
- PowerArchiver Virtual DVD (Montar unidades virtuales en la computadora).
- Grabador de CD/DVD/Blu-Ray discos.
- Soporte completo de cliente FTP/SFTP.[3]

## Requerimientos del sistema
- Microsoft Windows® 2000, XP, 2003, Vista, 2008, 7 y 8 (x86/x64).
- Procesador Pentium a 150 MHz o superior (recomendado: Pentium 250 MHz)
- Al menos 64 MB de RAM o más (recomendado: 256 MB)
- Al menos 50 MB de espacio libre en el disco duro
- Microsoft Mouse o compatible
- Actualización de la ayuda HTML de Microsoft y Actualización de la librería RichEdit a la versión 3.0 (disponible en la web de PowerArchiver).

No es necesario usar ningún programa externo, para añadir o extraer ficheros de un archivo.